# Miguel Lora

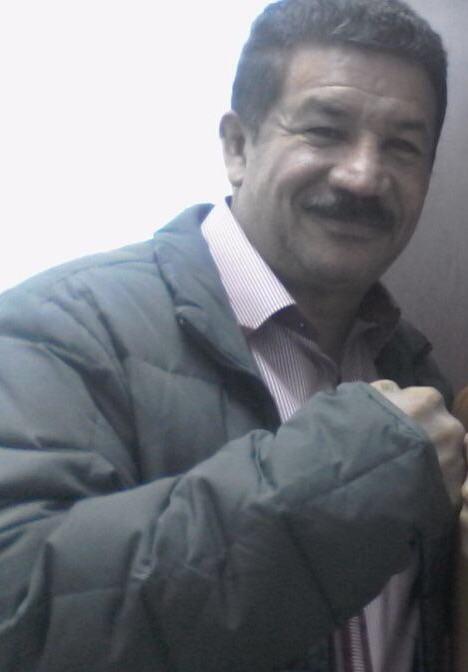
Miguel Lora Escudero

Miguel Lora Escudero (* 12. April 1961 in Montería) ist ein ehemaliger kolumbianischer Boxer im Bantamgewicht.

## Profikarriere
1979 begann Lora seine Profikarriere. Am 9. August 1985 boxte er gegen Daniel Zaragoza um den Weltmeistertitel des Verbandes WBC und siegte durch einstimmige Punktrichterentscheidung. Diesen Titel verteidigte er insgesamt 7 Mal und verlor ihn Ende Oktober 1988 an Raúl Pérez nach Punkten.
Im Jahre 1993 beendete „Happy Lora“ seine Karriere.